# Leonie Roehricht
Leonie Roehricht (geb. als Loni Käte Hildegard Eichhorst; * 4. August 1928 in Dambeck; † 27. Oktober 2018 in Berlin) war eine deutsche Malerin und Grafikerin.

## Leben und Werk
Als uneheliches Kind von Betty Ida Marie Eichhorst (1906–1964) wuchs Loni, die sich später Leonie nannte, bei ihren Großeltern in Dambeck auf, wo sie die Volksschule besuchte. Ihren Vater lernte sie nicht kennen. Ihre Mutter verdingte sich in Berlin als Dienstbotin und heiratete 1935 den Damenschneider-Zwischenmeister Paul Ernst Mahnkopf (1897–1945). Ab 1937 lebte Loni dann bei ihrer Mutter und ihrem Ehemann in Berlin-Prenzlauer Berg. 1938 erhielt ihre Mutter die Vormundschaft über Loni Eichhorst, und diese bekam den Familiennamen Mahnkopf.
1942 schloss sie die Grundschule ab. Wie üblich war sie Mitglied des Jungmädelbunds bzw. des Bunds Deutscher Mädel (BDM). Von 1943 bis 1945 machte sie in Berlin bei der Firma Ziehl-Abegg eine Lehrausbildung zur Technischen Zeichnerin.
Nach dem Ende des NS-Staats war sie vom 17. Juni 1945 bis 13. August 1948 vom NKWD im Speziallager Nr. 9 Fünfeichen unter dem falschen Vorwurf inhaftiert, als Mitglied des BDM auch dem Werwolf angehört zu haben.
Nach der Entlassung machte sie von 1948 bis 1951 an der Lette-Schule in Berlin-Schöneberg eine Ausbildung zur Modezeichnerin. Danach arbeitete sie ein paar Tage bei der kleinen Firma Zeidler, wo sie Lampenschirme bemalte, und von 1951 bis 1953 als Stoffmalerin in der Kostümabteilung der Deutschen Staatsoper in Ost-Berlin. Von 1953 bis 1959 studierte sie in West-Berlin bei Friedrich Stabenau (1900–1980) und Wolf Hoffmann Malerei und Grafik an der Hochschule für Bildende Künste. 1959 war sie Meisterschülerin bei Ernst Schumacher. Sie unternahm in dieser Zeit Reisen nach Italien, Frankreich und Spanien.
An der Hochschule lernte sie Karl Hermann Roehricht kennen, den sie 1957 heiratete und mit dem sie die Kinder Sebastian Oliver Roehricht (* 1959) und Josephine Roehricht (* 1963) bekam.
Nach dem Studium arbeitete Leonie Roehricht als freischaffende Künstlerin in West-Berlin; damals hatte sie auch eine Einzelausstellung. 1960 verließ die Familie West-Berlin, wo Karl Hermann Roehricht sich als Künstler nicht angenommen sah. Sie zog in die DDR nach Leipzig, später nach Berlin und Lossow. Von 1962 bis 1977 lebte die Familie in Freienbrink, wo sie ein Haus erworben hatte. Von 1976 bis 1978 hatte sie in Seitenroda ein weiteres Haus. 1978 verkauften die Roehrichts ihr Haus in Freienbrink und zogen zur Miete in ein Einfamilienhaus in Berlin-Karow.
Leonie Roehricht arbeitete freischaffend als Malerin und schuf vor allem kleinformatige Tafelbilder in Eitempera- und Acryl-Technik. Sie war ab 1978 Mitglied des Verbands Bildender Künstler der DDR und unternahm Studienreisen in die Sowjetunion und nach Polen und 1978 mit ihrem Mann in die Bundesrepublik Deutschland und nach Holland.
Sie hatte Einzelausstellungen in Frankfurt/Oder, Zielona Góra, Schwerin, Güstrow, Eisenhüttenstadt, Senftenberg, Schwedt, Gera, Berlin und 1982 in Weimar (mit ihrem Mann und den Keramikern Gottfried und Cordula Bielenstein) und war 1964, 1976 und 1979 auf der Bezirkskunstausstellung Frankfurt/Oder vertreten. Der VEB Petrolchemisches Kombinat Schwedt erwarb für seine Kunstsammlung u. a. ihr Bild Landschaft bei Weimar (1974, Mischtechnik, 15,5 × 18 cm; heute in der Sammlung der PCK Raffinerie GmbH Schwedt).
Weil ihr Mann und sie als Nonkonformisten in der DDR diversen Schikanen, u. a. durch das Ministerium für Staatssicherheit (MfS), ausgesetzt waren, stellten sie ab 1981 sechzehn Ausreiseanträge. 1984 durften sie in die Bundesrepublik ausreisen. Nachdem sie das Notaufnahmelager Gießen und ein Übergangswohnheim in Burgkirchen an der Alz durchlaufen hatten, erhielten sie dort eine Mietwohnung. Ab 1986 lebten sie in Tyrlaching, ab 1996 in München und ab 1998 in Berlin-Kladow.
1985/1986 war Leonie Roehricht vorübergehend Mitglied des Berufsverbandes Bildender Künstler Berlin – BBK Berlin, und sie nahm an einer Freien Berliner Kunstausstellung teil.
Auch in der Bundesrepublik sahen sich Karl-Hermann und Leonie Roehricht vom MfS überwacht und drangsaliert. 1997 wurden beide als politisch Verfolgte rehabilitiert.
Bilder Leonie Roehricht befinden sich u. a. im Städtischen Museum Eisenhüttenstadt und im Otto-Dix-Haus Gera.
Leonie Roehricht hatte zwei Halbbrüder: Uwe Herbert Mahnkopf (geboren und gestorben 1945) und Wolfgang Hein (* 1947).

## Weitere Werke

### Malerei
- Thüringische Landschaft (1974, Öl, 17 × 20 cm; Otto-Dix-Haus Gera)
- Teich im Winter (1976, Öl, 17 × 20 cm; Otto-Dix-Haus Gera)

### Buchillustration
- Franz Fühmann: Androklus und der Löwe. Der Kinderbuchverlag Berlin, 1975 (als Loni Roehricht)

## Postume Ausstellung von Bildern
- 2024/2025: Frankfurt/Oder: Galerie im Packhof („Ein kristallner Tag. Winterbilder von Schneeweiß bis Nebelgrau“)